# Statut d'autonomie de la Galice
Le statut d'autonomie de la Galice (en espagnol et galicien: Estatuto de Autonomía de Galicia)  est la norme institutionnelle de la communauté autonome de la Galice, en Espagne. Le statut reconnait à la Galice la condition de nationalité historique. Le texte affirme que la communauté autonome est fondée sur le statut, la constitution espagnole et le peuple galicien. Il établit la démocratie et la solidarité entre toutes les parties du peuple galicien. 
Le statut actuel, développé à partir d'un avant-projet de 1978, date de 1981. Il existait un projet de statut d'autonomie, écrit en 1936 pendant la IIe République espagnole, mais qui n'entra jamais en vigueur, à cause de la guerre d'Espagne.

### Sources et bibliographie
- (es) Cet article est partiellement ou en totalité issu de l’article de Wikipédia en espagnol intitulé « Estatuto de Autonomía de Galicia » (voir la liste des auteurs).
- (gl) Ceferino Díaz, A esforzada conquista da autonomía, Editorial Galaxia, Vigo, 1979-1981  (ISBN 978-84-9865-042-6)